# David Schoenbaum
David Schoenbaum (* 1935 in Milwaukee) ist ein amerikanischer Journalist und Historiker. Er ist vor allem für seine Arbeiten zur Geschichte Deutschlands im 20. Jahrhundert und zur Musikgeschichte bekannt.

## Leben
Schoenbaum erhielt einen Bachelor of Arts von der University of Wisconsin. Er arbeitete einige Jahre als Journalist für den Waterloo Daily Courier und die Minneapolis Tribune. Später ging er nach Oxford, wo er 1965 zum Doktor der Philosophie promovierte. Danach wurde er Professor für Geschichte an der University of Iowa und arbeitete dort bis zu seiner Emeritierung 2008.

## Werk
Schoenbaums Werk umfasst eine Reihe von unterschiedlichen Themen der neueren und neuesten Geschichte. Insbesondere befasste er sich dabei mit der amerikanischen Außenpolitik, Europa, dem Mittleren Osten und Israel.
Ein Schwerpunkt seiner Arbeit ist die Geschichte Deutschlands im 20. Jahrhundert. Zu diesem Thema publizierte er mehrere Bücher, die zum Teil auch ins Deutsche übersetzt wurden. Basierend auf seiner Dissertation veröffentlichte er 1966 mit Hitler's Social Revolution. Class and Status in Nazi Germany, 1933–1939 ein vielbeachtetes Buch zur Sozialgeschichte des Dritten Reiches, die er als eine von Widersprüchen geprägte soziale Revolution deutet. Unter dem Titel Die braune Revolution. Eine Sozialgeschichte des Dritten Reiches erschien 1968 auch eine deutsche Ausgabe, die 1998 mit einem ausführlichen Nachwort von Hans Mommsen neu aufgelegt wurde.
David Schoenbaum, der seit frühen Jugend Geige spielt, befasste sich auch mit Themen und Persönlichkeiten der Musikgeschichte, unter anderem mit Joseph Joachim. Mit Die Violine. Eine Kulturgeschichte des vielseitigsten Instruments der Welt veröffentlichte er ein umfangreiches, von der Kritik gelobtes Werk über die Geschichte der Geige, an dem er über 20 Jahre gearbeitet hatte.

## Schriften (Auswahl)
- Hitler's Social Revolution. Class and Status in Nazi Germany, 1933–1939. Doubleday, Garden City 1966.
Die braune Revolution. Eine Sozialgeschichte des Dritten Reiches. Kiepenheuer und Witsch, Köln 1968.
- The Spiegel Affair. Doubleday, Garden City 1968.
Ein Abgrund von Landesverrat. Molden, Wien 1968.
Die Spiegel-Affäre: Ein Abgrund von Landesverrat. Parthas, Berlin 2002, ISBN 3-932529-53-7 (Neuauflage mit einem Vorwort von Rudolf Augstein).
- Zabern 1913. Consensus Politics in Imperial Germany. George Allen & Unwin, London 1982, ISBN 0-04-943025-4.
- The United States And The State of Israel. Oxford University Press, New York 1993, ISBN 0-19-504577-7.
- mit Elizabeth Pond: The German Question and Other German Questions. St. Martin's Press, New York 1996, ISBN 0-312-16048-8.
Annäherung an Deutschland. Die Strapazen der Normalität. Ullstein, Berlin 1998, ISBN 3-548-33239-0.
- The Violin. A Social History of the World's Most Versatile Instrument, W. W. Norton & Company, New York 2012, ISBN 978-0-393-08440-5.
Die Violine. Eine Kulturgeschichte des vielseitigsten Instruments der Welt. Bärenreiter Metzler, Stuttgart 2015, ISBN 978-3-476-02558-6.
- Another Ovation for Joachim (Who?). In: The New York Times, 12. August 2007.